# Mohd Fauzan Ahmad Lutfi
Mohd Fauzan Ahmad Lutfi, né le 9 avril 1986, est un coureur cycliste malaisien. Il participe à des compétitions sur route et en VTT.

## Palmarès

### Par année
- 2005
  - 2e du championnat de Malaisie sur route
- 2007
  - 2e étape du Perlis Open (contre-la-montre)
  - Grand Prix de Soultz-sous-Forêts
- 2008
  - 1re étape du Perlis Open (contre-la-montre)
- 2012
  - 2e du championnat de Malaisie du contre-la-montre
- 2013
  -  Champion de Malaisie du contre-la-montre
- 2017
  -  Médaillé d'or du contre-la-montre par équipes aux Jeux d'Asie du Sud-Est

### Classements mondiaux
| Année         | 2006 | 2007 | 2008 | 2009 | 2010 | 2011 | 2012 | 2013 | 2014 |
| ------------- | ---- | ---- | ---- | ---- | ---- | ---- | ---- | ---- | ---- |
| UCI Asia Tour | 190e |      | 40e  | 153e |      | 153e | 267e | 136e | 388e |

## Palmarès en VTT

### Championnats nationaux
- 2011
  - 2e du championnat de Malaisie de cross-country
- 2013
  - 2e du championnat de Malaisie de cross-country
- 2014
  -  Champion de Malaisie de cross-country
- 2015
  -  Champion de Malaisie de cross-country
- 2016
  -  Champion de Malaisie de cross-country
  -  Champion de Malaisie de cross-country eliminator
- 2017
  - 2e du championnat de Malaisie de cross-country marathon